# 鎮圧
| ウィキペディアには「鎮圧」という見出しの百科事典記事はありません（タイトルに「鎮圧」を含むページの一覧/「鎮圧」で始まるページの一覧）。 代わりにウィクショナリーのページ「鎮圧」が役に立つかもしれません。 |